# Mersudin Ahmetović
Mersudin Ahmetović (Tuzla, 19. ožujka 1985.) je bosanskohercegovački nogometaš i bivši reprezentativac. Trenutačno igra za Igman Konjic.

## Vanjske poveznice

### Sestrinski projekti
|  | Zajednički poslužitelj ima još gradiva o temi Mersudin Ahmetović |

### Mrežna mjesta
- www.transfermarkt.de – Mersudin Ahmetović (njem.)